# نامكو ميسيوم باتل كولكشن
نامكو ميسيوم باتل كولكشن (بالإنجليزية: Namco Museum Battle Collection)‏ ، هي لعبة فيديو من نوع أكشن وجمع آرشيف ألعاب الفيديو الكلاسيكية، أنتجت سنة 2005م وجددت إصدارها عامي 2009 و2011م.